# Ch’oe Ryong Hae
Ch’oe Ryong Hae (kor. 최룡해 pol. trb. Czhwe Rjong-he, ur. 15 stycznia 1950 w Sinch’ŏn) – północnokoreański polityk i wicemarszałek Koreańskiej Armii Ludowej, od 9 kwietnia do 25 września 2014 wiceprzewodniczący Komisji Obrony Narodowej KRLD, od 11 kwietnia 2019 przewodniczący Prezydium Najwyższego Zgromadzenia Ludowego.

## Życiorys
Ch’oe Ryong Hae urodził się pół roku przed wybuchem wojny koreańskiej, w styczniu 1950 roku w powiecie Sinch’ŏn w prowincji Hwanghae Południowe. Jest synem Ch’oe Hyŏna (1909–1982), rewolucjonisty antyjapońskiego, który według historiografii północnokoreańskiej walczył u boku Kim Ir Sena podczas zbrojnych walk w Korei i Mandżurii w latach 30. XX wieku oraz podczas II wojny światowej, jako żołnierz 88. Brygady Snajperów Armii Czerwonej. W późniejszych latach Ch’oe Hyŏn pełnił funkcje ministra sił zbrojnych oraz wiceprzewodniczącego Komisji Obrony Narodowej.
Jako absolwent Szkoły Rewolucjonistów w Man’gyŏngdae oraz studiów o ekonomii politycznej na Uniwersytecie im. Kim Ir Sena w Pjongjangu, Ch’oe Ryong Hae karierę w aparacie partyjnym KRLD rozpoczął od pracy instruktora polityczno-wychowawczego w Socjalistycznej Lidze Młodych im. Kim Ir Sena (kor. 김일성사회주의청소년동맹), jednej z największych młodzieżowych organizacji społeczno-politycznych Korei Północnej. Szybko awansował i objął funkcję koordynatora ds. programów wymiany kulturalnej, w 1981 roku został wiceprzewodniczącym Ligi, a w 1996 roku – pierwszym sekretarzem całej organizacji. Jeszcze w latach 80. XX wieku został deputowanym Najwyższego Zgromadzenia Ludowego, począwszy od VIII kadencji. Gdy otrzymał mandat deputowanego IX kadencji, trafił do Prezydium Najwyższego Zgromadzenia Ludowego. W grudniu 1986 roku został członkiem Komitetu Centralnego Partii Pracy Korei, zajmując wakat po jednym ze zmarłych członków.
Zajmował się także sportem – od października 1990 roku pełnił funkcję szefa północnokoreańskiego związku piłki nożnej, a od września 1991 roku był przewodniczącym Młodzieżowej Federacji T’aekwondo. W grudniu 1992 roku został natomiast wicedyrektorem Narodowego Stowarzyszenia Kultury Fizycznej KRLD.
Po odejściu z Ligi Młodych i przyjęciu mało istotnej funkcji pierwszego sekretarza w Miejskim Przedsiębiorstwie Wodno-Kanalizacyjnym w Pjongjangu, przez pięć lat nie piastował żadnych stanowisk politycznych. W sierpniu 2003 roku został wicedyrektorem Departamentu Ogólnego w Komitecie Centralnym Partii Pracy Korei. Od kwietnia 2006 do września 2010 roku był szefem Komitetu PPK w prowincji Hwanghae Północne.
Kariera Ch’oe Ryong Hae nabrała zdecydowanego rozpędu we wrześniu 2010 roku, gdy odbyła się pierwsza od 44 lat, 3. Konferencja Delegatów Partii Pracy Korei. Wtedy to został generałem, a przede wszystkim uzyskał nominacje na sekretarza KC PPK, zastępcę członka Biura Politycznego KC oraz na członka Centralnej Komisji Wojskowej Partii Pracy Korei. Dalsze liczne awanse uzyskał podczas kolejnej, 4. Konferencji Delegatów Partii Pracy Korei. Został wówczas wybrany członkiem Komitetu Stałego Biura Politycznego KC Partii Pracy Korei, otrzymał również nominację na wiceprzewodniczącego Centralnej Komisji Wojskowej PPK, wówczas jednego z dwóch najważniejszych organów władzy w KRLD (obok Komisji Obrony Narodowej KRLD, do której również wtedy trafił Ch’oe Ryong Hae) pełniących zwierzchnictwo nad armią.
Po śmierci Kim Dzong Ila w grudniu 2011 roku, Ch’oe Ryong Hae znalazł się na wysokim, 18. miejscu w 233-osobowym Komitecie Żałobnym. Według specjalistów, miejsca na listach tego typu określały rangę polityka w hierarchii aparatu władzy.
Choć Ch’oe Ryong Hae obecnie posiada stopień wicemarszałka Koreańskiej Armii Ludowej (kor. 차수), przez całą karierę zawodową i partyjną nie był związany z wojskiem. Oprócz nominacji do najważniejszych gremiów decyzyjnych, w kwietniu 2012 roku otrzymał awans na stopień wicemarszałka, choć zaledwie we wrześniu 2010 roku został czterogwiazdkowym generałem (kor. 대장), bez przechodzenia przez kolejne niższe stopnie oficerskie i generalskie. Z tego względu eksperci spekulowali, że było to przyczyną jego konfliktów z zawodowymi dowódcami Koreańskiej Armii Ludowej, którzy pomimo generalskiej nominacji zarzucali mu brak doświadczenia i wiedzy na tematy wojskowe.
Jako szef Departamentu Politycznego północnokoreańskiej armii w latach 2012–2014 (i tę funkcję objął w myśl postanowień 4. Konferencji PPK w kwietniu 2012 roku), Ch’oe Ryong Hae był odpowiedzialny za polityczny nadzór oraz sprawy kadrowe w armii, a także za polityczną edukację wszystkich żołnierzy KAL. Zajmował się także roszadami personalnymi wśród generałów zasiadających w najważniejszych organach władzy KRLD. Istniały spekulacje, jakoby miał decydujący wpływ na pozbawienie wszystkich stanowisk gen. Ri Yŏng Ho, dotychczasowego szefa sztabu Koreańskiej Armii Ludowej, co zostało ogłoszone przez oficjalne media KRLD 16 lipca 2012, oficjalnie z powodu choroby.
11 kwietnia 2019 został wybrany na stanowisko przewodniczącego Prezydium Najwyższego Zgromadzenia Ludowego.
Ze względu na przynależność do najważniejszych gremiów politycznych Korei Północnej (tak cywilnych, jak i wojskowych), jest uznawany za członka ścisłej elity władzy KRLD. Obecnie pełni także jedną z głównych ról w procesie umacniania władzy Kim Dzong Una po zmarłym w grudniu 2011 roku ojcu, Kim Dzong Ilu.

## Odznaczenia
Kawaler Orderu Kim Ir Sena (1987), Orderu Kim Dzong Ila (2012), a także laureat tytułu Bohatera Koreańskiej Republiki Ludowo-Demokratycznej (1993).